# Éric Dicharry
 (mars 2025).
L'article doit être relu — et modifié si nécessaire — par des contributeurs indépendants pour apporter un regard critique aux contributions effectuées en violation des conditions d'utilisation de Wikipédia, tant sur la forme (notamment concernant le style encyclopédique, la proportionnalité) que sur le fond (la neutralité de point de vue, la qualité et l'indépendance des sources).
Éric Dicharry (né en 1969 à Bayonne) est un poète, anthropologue, performeur, artiste et chercheur français. 

## Biographie
Éric Dicharry est né en 1969 à Bayonne, en France.

## Publications

### Poésie en langue basque
- 2012 : Hormatik hormaraino (Maiatz)
- 2014 : After Banksy (Maiatz)
- 2016 : Errudun (Maiatz)
- 2018 : Duchampen inguma (Pamiela)
- 2020 : Eros (Pamiela)
- 2021 : 2022 (Maiatz)
- 2023 : Deus (Pamiela)
- 2024: Post-Internet (Maiatz)

### Anthropologie
- 2012 : Du rite au rire : le discours des mascarades au Pays basque - L'Harmattan
- 2013 : L'Écologie de l'éducation : un anthropologue à l'école du bertsularisme en Pays basque - L'Harmattan
- 2013 : Le Rire des Basques - L'Harmattan
- 2014 : Théâtre, résidence d'artiste, médiation et territoire - L'Harmattan

### Romans
- 2019 : Un monde ouvert, Éditions Post Mortem, Paris, Consultable à la Bibliothèque nationale de France
- 2019 : Enregistrer sous, Éditions Post Mortem, Paris, Consultable à la Bibliothèque nationale de France
- 2019 : Tout ceci pour cela. Essai d'ekphrasis prospective et d'implémentations, Éditions Post Mortem, Paris, Consultable à la Bibliothèque Nationale de France

### Art
- The Idea of The Idea of Love (Artium, 2017)

### Articles
- « Approche ethno-linguistique des mascarades souletines », Cuadernos de lengua y litteratura, Oihenart, no 16,‎ 1998, p. 87-136.
- « De l'expérience du terrain aux théories ethnolinguistiques », Lankidetza, vol. 51,‎ 2009, p. 461-470.
- « Pour une anthropologie de la fête au Pays basque », Revue d’Études Basques, Centre de recherche sur la Langue et les Textes Basques, IKER-UMR 5478, CNRS –Université Michel de Montaigne Bordeaux 3 – Université de Pau et des Pays de l’Adour, Département Interuniversitaire d’Études Basques de Bayonne, vol. XIV,‎ 2010, p. 33-53[2].
- « L’humour et l’absurde en art contemporain: Une étude de cas: l’œuvre d’Esther Ferrer », Revista International de los Estudios Vascos (RIEV),‎ 2012, p. 312-345.
- « Georges Hérelle et le théâtre basque », Revue d’Études Basques, Centre de recherche sur la Langue et les Textes Basques, IKER-UMR 5478, CNRS –Université Michel de Montaigne Bordeaux 3 – Université de Pau et des Pays de l’Adour, Département Interuniversitaire d’Études Basques de Bayonne,‎ 2013, p. 31-35.
- « L’humour en art contemporain : voyage en pays gazeux au langage gazé, Acte du Colloque international organisé par le MICA (Université Bordeaux - Montaigne) et LLA-CREATIS (Université Toulouse - Jean Jaurès) dans le cadre de l'exposition Loft Story », Figures de l’art, Abattoirs de Toulouse, no 34,‎ 2017, p. 111-134.
- « Banksy mdr ! Oui mais encore ? La place du rire dans l’art contemporain », Acte du Colloque international organisé par le CNRS, la MSH, le laboratoire MICA (Université Bordeaux - Montaigne), Figures de l’art, no 37,‎ 2019[2].
- « Anthropologie des vernissages en art contemporain », Figures de l’art, Presses de l’Université de Pau et des Pays de l’Adour, no 36,‎ 2019[2].
- " Bernardo Atxaga : parangon de la littérature et de la poésie basque hors du livre" in Revista Internacional de Estudios Vascos (RIEV), 2023. https://www.eusko-ikaskuntza.eus/en/riev/bernardo-atxaga-parangon-de-la-litterature-et-de-la-poesie-basque-hors-du-livre/rart-24838/
- "Ars interpretandi des poèmes ready-made : Chanel Paris, Tortura, Artefaktum, Koroa, KE.102". Publication programmée pour l'année 2024 dans le numéro Autoporn de la revue Figures de l'art.
- (eu) « Euskal raparen hausnarketa antropologiko historikoaren hazia », Jakin,‎ 2019, p. 67-92[2].
- (eu) Bertsolaritza eta umorea, Bertsolari aldizkaria, vol. 82, Bertsolamintza IV, Txosten monografikoa, Inerziak erantzi garena jantzi, 2011, p. 42-83.

### Livres collectifs
- 2014 : De l'œuvre à la vie et vice versa. Les liens d'appartenance en question. Actes du Colloque intitulé Transformation de soi, Maison des Sciences de l'Homme (MSH) d'Aquitaine. Publications de la Maison des Sciences de l'Homme (MSH) d'Aquitaine. « De l'œuvre à la vie et vice versa. Les liens d'appartenance en question, (p. 361-378) in L’appartenir en question. Ce Territoire que j’ai choisi, Textes réunis par Gérard Peylet et Hélène Soule-Sorbé, Maison des Sciences de l’Homme d’Aquitaine.
- 2019 : L'Art basque contemporain existe-t-il comme marqueur identitaire ? (périodique : Basque(s)), CAIRN.
- 2021 : Irakurriko dizut (périodique : Tamaris d'ici et d'ailleurs), dir. Franck Cazenave, Arteaz.
- 2023 : Lasaitasunaren Itsasoa (périodique : MARE Ilargiari poemak), 1545 Argitaletxea.
- 2023 : Jin, Jan, Jun et Before leaving for the Other Side (périodique : J'ai pour moi les vents, les astres et la mer), dir. Franck Cazenave, Arteaz[3]

## Expositions, performances et musique (album)
- 2012 : Mugetaz (Musée basque de Bayonne)
- 2016 : Beltz is black (Musée basque de Bayonne)
- 2019 : T-----A (Tabakalera, Saint-Sébastien, 28 juin 2019)
- 2023 : Aura Sidus Mare Adjuvant Me, (Biarritz, Bellevue, 28 avril 2023)

## Critiques
- 2018 : La Carte et le territoire (Nicolas Milhé, Marienia, Guéthary)
- 2018 : Victor au pays des merveilles (Victor, Ateka Galeria, Bayonne)